# Трихлориды лантаноидов
Трихлори́ды лантано́идов — группа неорганических соединений с формулой LnCl3, где Ln обозначает металл-лантаноид. Трихлориды являются стандартными реагентами в исследовательской и прикладной химии лантаноидов. Существуют в виде безводных твёрдых веществ и в виде гидратов.

## Свойства
Безводные твёрдые вещества имеют диапазон температур плавления от ок. 582°C (Tb) до 925°C (Lu). Обычно они бледного цвета, часто — белые. Как координационные полимеры они растворяются только в донорных растворителях, в том числе в воде.
| МСВ3  | цвет       | тип структуры | f-конфигурация | комментарий                              |
| ----- | ---------- | ------------- | -------------- | ---------------------------------------- |
| ScCl3 | бесцветный | тип AlCl3     | f0             | обычно не классифицируется как лантаноид |
| YCl3  | бесцветный | тип AlCl3     | f0             | обычно не классифицируется как лантаноид |
| LaCl3 | бесцветный | тип UCl3      | f0             | диамагнитен                              |
| CeCl3 | бесцветный | тип UCl3      | f1, дублет     | -                                        |
| PrCl3 | зелёный    | тип UCl3      | f2, триплет    | -                                        |
| NdCl3 | розовый    | тип UCl3      | f3, квартет    | -                                        |
| PmCl3 | зелёный    | тип UCl3      | f4, квинтет    | радиоактивен                             |
| SmCl3 | жёлтый     | тип UCl3      | f5, секстет    | -                                        |
| EuCl3 | жёлтый     | тип UCl3      | f6, септет     | -                                        |
| GdCl3 | бесцветный | тип UCl3      | f7, октет      | симметричная электронная оболочка        |
| TbCl3 | белый      | тип PuBr3     | f8, септет     | -                                        |
| DyCl3 | белый      | тип AlCl3     | f9, секстет    | -                                        |
| HoCl3 | жёлтый     | тип AlCl3     | f10, квинтет   | -                                        |
| ErCl3 | фиолетовый | тип AlCl3     | f11, квартет   | -                                        |
| TmCl3 | жёлтый     | тип AlCl3     | f12, триплет   | -                                        |
| YbCl3 | бесцветный | тип YCl3      | f13, дублет    | -                                        |
| LuCl3 | бесцветный | тип AlCl3     | f14            | диамагнитен                              |

## Получение
Оксиды и карбонаты лантаноидов растворяются в соляной кислоте с образованием хлоридной соли гидратированных катионов:
M2O3 + 6 HCl + n H2O → 2 [Ln(H2O)n]Cl3

### В промышленности
Безводные трихлориды производятся в промышленных масштабах путём карботермической реакции оксидов:
M2O3 + 3 Cl2 + 3 C → 2 MCl3 + 3 CO

### С помощью хлорида аммония
Способ получения с помощью хлорида аммония относится к общей процедуре получения безводных хлоридов лантаноидов. Преимущество этого метода заключается в том, что он является общим для 14 лантаноидов и позволяет получать стабильные на воздухе промежуточные соединения, устойчивые к гидролизу. Использование хлорида аммония в качестве реагента удобно, поскольку соль получается безводной даже при работе на воздухе. Хлорид аммония также практичен, поскольку он термически разлагается на летучие продукты при температурах, совместимых со стабильностью трихлоридных солей.
Шаг 1
получение лантаноидаммонийхлоридов
Реакция однородной смеси оксидов лантаноидов с избытком хлорида аммония приводит к образованию безводных аммониевых солей пента- и гексахлоридов. Типичными условиями реакции являются несколько часов при 230—250 °C. Некоторые лантаноиды (а также скандий и иттрий) образуют пентахлориды:
М2О3 + 10 NH4Cl → 2 (NH4)2МСВ5 + 3 H2O + 6 NH3
(M = Dy, Ho, Er, Tm, Yb, Lu, Y, Sc)
Tb4О7 + 22 NH4Cl → 4 (NH4)2TbCl5 + 7 Н2О + 14 NH3
Другие лантаноиды образуют гексахлориды:
M2О3 + 12 NH4Cl → 2 (NH4)3MCl6 + 3 Н2О + 6 NH3
(M = La, Ce, Nd, Pm, Sm, Eu, Gd)
Pr6О11 + 40 NH4Cl → 6 (NH4)3PrCl6 + 11 Н2О + 22 NH3
Эти реакции также можно проводить и с металлами, например:
Y + 5 NH4Cl → (NH4)2YCl5 + 1,5 Н2 + 3 NH3
Шаг 2
термолиз лантаноидаммонийхлоридов
Лантаноидаммонийхлориды превращают в трихлориды с помощью нагревания в вакууме. Типичные температуры реакции — 350—400°C:
(NH4)2MCl5 → MCl3 + 2 HCl + 2 НХ3
(NH4)3MCl6 → MCl3 + 3 HCl + 3 НХ3

### Прочие методы
Гидратированные трихлориды лантаноидов получают безводные в токе хлороводорода.

## Строение

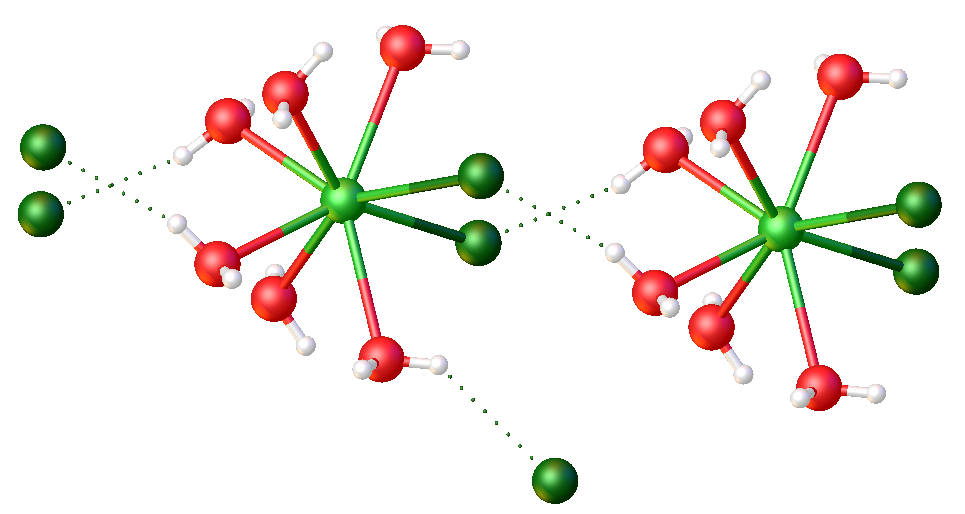
Строение GdCl_{3}^{.}6H_{2}O, который состоит из центров [GdCl_{2}(H_{2}O)_{6}^{+}. Координационные сферы связаны между собой водородными связями между протонами и как координированными, так и ионными хлоридами

Как указано в таблице, безводные трихлориды соответствуют двум основным мотивам, UCl3 и YCl3. Структура UCl3 имеет 9-координированные металлические центры. Структура PuBr3, уникальная для TbCl3, содержит 8-координированные металлы. Другие более поздние металлы 6-координированы, как и трихлорид алюминия.

## Реакции
Трихлориды лантаноидов являются коммерческими прекурсорами металлов путём восстановления, например, алюминием:
LnCl3 + Al → Ln + AlCl3
В некоторых случаях предпочтительны трифториды.
Они реагируют с влажным воздухом с образованием оксихлоридов:
LnCl3 + H2O → LnOCl + 2 HCl
Для синтетической химии эта реакция проблематична, поскольку оксихлориды менее реакционноспособны.